# フレッシュ・オン・フレッシュ
『フレッシュ・オン・フレッシュ』（Flesh on Flesh）は、アメリカ合衆国のギタリスト、アル・ディ・メオラが2002年に発表したスタジオ・アルバム。

## 背景
参加メンバーのうちマリオ・パルミサーノとガンビ・オーティスは、ディ・メオラ率いるアコースティック・ユニット「ワールド・シンフォニア」のメンバーである。また、ゴンサロ・ルバルカバやアレハンドロ・サントスといったラテンアメリカ人のゲスト・プレイヤーも起用された。
「セニョール・マウス」はチック・コリアのカヴァーで、ディ・メオラは1978年のアルバム『カジノ』でも同曲を取り上げており、両ヴァージョンともアンソニー・ジャクソンがベースを弾いているが、本作ではディ・メオラ自身がギターとドラムスを兼任し、よりファンキーな演奏を試みたという。

## 反響・評価
『ビルボード』のコンテンポラリー・ジャズ・アルバム・チャートでは25位に達した。
Paula Edelsteinはオールミュージックにおいて5点満点中4点を付け「様々なギター（ヴィンテージ・レスポール、フェンダー・ストラトキャスター、コンデ・エルマノスのアコースティック・ギターなど）を駆使して一級品の旋律を提示している」と評している。また、『CDジャーナル』のミニ・レビューでは「エレクトリックとアコースティックを使い分けてきたディメオラが、それらの体験をひとつの器に注ぎ込んだ中間決算書風の力作」と評されている。一方、アーロン・スタインバーグは『ジャズタイムズ』誌において批判的なレビューを執筆し、エグベルト・ジスモンチ、アストル・ピアソラ、チック・コリアのカヴァーに関して「ディ・メオラと彼のバンドは残念ながら、これらの曲で個性を発揮できていない」、アルバム全体に関して「見かけ倒しで軽薄で、有機的ではない人工物」と評している。

## 収録曲
特記なき楽曲はアル・ディ・メオラ作曲。
1. ゾナ・デスペラータ - "Zona Desperata" - 9:25
2. イナモラータ - "Innamorata" - 8:38
3. メニナス - "Meninas" (Egberto Gismonti) - 5:43
4. フレッシュ・オン・フレッシュ - "Flesh on Flesh" - 5:56
5. フガータ - "Fugata" (Astor Piazzolla) - 5:46
6. ディープ・アンド・マッドリー - "Deep and Madly" - 1:45
7. サファイア・ソレイユ - "Saffire Soleil" - 4:10
8. セニョール・マウス - "Señor Mouse" (Chick Corea) - 9:24

## 参加ミュージシャン
- アル・ディ・メオラ - アコースティック・ギター、エレクトリックアコースティックギター、エレクトリック・ギター、ドラムス(on #5, #8)、ドラム・プログラミング(on #6)、パーカッション(on 1, #2, #5)、シンバル(on #4)
- ゴンサロ・ルバルカバ - フェンダー・ローズ(on #1, #5)
- マリオ・パルミサーノ - ピアノ(#6を除く全曲)、シンセサイザー(on #1, #2, #4, #5)、マリンバ(on #1)、カリオペ(on #4)
- アンソニー・ジャクソン - 6弦ベース(on #1, #2, #4, #5, #7, #8)、エレクトリックベース(on #3)
- アーニー・アダムス - ドラムス(on #2, #7)
- ガンビ・オーティス - コンガ(on #1, #2, #4, #5)、カホン(#2, #4, #5)
- アレハンドロ・サントス - フルート(on #1, #2, #4, #5, #7)、パンパイプ(#2)、バスフルート(on #3)
- ウィリアム・ポレード - トランペット(on #1)
- ジーン・バルデス、ギレルモ・ルイーズ - アルト・サクソフォーン(on #1)
- モンセラート - イントロ・ボーカル(on #2)